# Harpalus serripes
Harpalus serripes é uma espécie de insetos coleópteros pertencente à família Carabidae.
A autoridade científica da espécie é Quensel in Schonherr, tendo sido descrita no ano de 1806.
Trata-se de uma espécie presente no território português.